# Grammodes rogenhoferi
Grammodes rogenhoferi là một loài bướm đêm trong họ Erebidae.